# 이남용 (축구 선수)
이남용(1988년 6월 13일 ~ )은 대한민국의 축구 선수이다.